# Motteggiana
Motteggiana este o comună din provincia Mantova, Italia. În 2011 avea o populație de 2,520 de locuitori.

## Demografie
Motteggiana - evoluția demografică

|  | Graficele sunt indisponibile din cauza unor probleme tehnice. Mai multe informații se găsesc la Phabricator și la wiki-ul MediaWiki. |

Date: Recensăminte sau birourile de statistică - grafică realizată de Wikipedia

## Orașe înfrățite
- Tur'an, Israel din  2012